# Сентрал-ду-Мараньян

Сентрал-ду-Мараньян на карте штата.

Сентрал-ду-Мараньян (порт. Central do Maranhão) — муниципалитет в Бразилии, входит в штат Мараньян. Составная часть мезорегиона Север штата Мараньян. Входит в экономико-статистический микрорегион Литорал-Осидентал-Мараньенси. Население составляет 7887 человек на 2010 год. Занимает площадь 319,053 км². Плотность населения — 24,72 чел./км².

## Демография
Согласно сведениям, собранным в ходе переписи 2010 г. Национальным институтом географии и статистики (IBGE), население муниципалитета составляет:
| Полное население                               | Полное население                               | Полное население                               | Полное население                               | 7887  |
| ---------------------------------------------- | ---------------------------------------------- | ---------------------------------------------- | ---------------------------------------------- | ----- |
| в том числе:                                   | Городское население                            | 4086                                           | Процент городского населения, %                | 51,81 |
|                                                | Сельское население                             | 3801                                           | Процент сельского населения, %                 | 48,19 |
|                                                | Мужское население                              | 4087                                           | Процент мужского населения, %                  | 51,82 |
|                                                | Женское население                              | 3800                                           | Процент женского населения, %                  | 48,18 |
| Плотность населения, чел/км²                   | Плотность населения, чел/км²                   | Плотность населения, чел/км²                   | Плотность населения, чел/км²                   | 24,72 |
| Население муниципалитета в % к населению штата | Население муниципалитета в % к населению штата | Население муниципалитета в % к населению штата | Население муниципалитета в % к населению штата | 0,12  |

По данным оценки 2016 года, население муниципалитета составляет 8447 жителей.

## Статистика
- Валовой внутренний продукт на 2014 год составляет 36 280 реалов (данные: Бразильский институт географии и статистики)[1].
- Валовой внутренний продукт на душу населения на 2014 год составляет 4342,79 реала (данные: Бразильский институт географии и статистики)[1].
- Индекс человеческого развития на 2010 год составляет 0,585 (данные: Программа развития ООН)[2].